# Crossocerus
Crossocerus is een geslacht van vliesvleugelige insecten van de familie van de graafwespen (Crabronidae).

## Soorten
- C. acanthophorus (Kohl, 1892)
- C. adhaesus (Kohl, 1915)
- C. annulipes (Lepeletier & Brullé, 1835)
- C. assimilis (F. Smith, 1856)
- C. barbipes (Dahlbom, 1845)
- C. binotatus Lepeletier & Brullé, 1835
- C. capitosus (Shuckard, 1837)
- C. cetratus (Shuckard, 1837)
- C. cinxius (Dahlbom, 1838)
- C. congener (Dahlbom, 1844)
- C. denticoxa (Bischoff, 1932)
- C. denticrus Herrich-Schäffer, 1841
- C. dimidiatus (Fabricius, 1781)
- C. distinguendus (A. Morawitz, 1866)
- C. elongatulus (Vander Linden, 1829)
- C. exiguus (Vander Linden, 1829)
- C. guichardi Leclerc, 1972
- C. heydeni Kohl, 1880
- C. italicus Beaumont, 1959
- C. leucostoma (Linnaeus, 1758)
- C. lindbergi (Beaumont, 1954)
- C. lundbladi (Kjellander, 1954)
- C. megacephalus (Rossi, 1790)
- C. nigritus (Lepeletier & Brullé, 1835)
- C. ovalis Lepeletier & Brullé, 1835

- C. palmipes (Linnaeus, 1767)
- C. podagricus (Vander Linden, 1829)
- C. pullulus (A. Morawitz, 1866)
- C. quadrimaculatus (Fabricius, 1793) - steekmuggendoder
- C. styrius (Kohl, 1892)
- C. subulatus (Dahlbom, 1845)
- C. tarsatus (Shuckard, 1837)
- C. toledensis Leclerc, 1971
- C. vagabundus (Panzer, 1798)
- C. varus Lepeletier & Brullé, 1835
- C. walkeri (Shuckard, 1837) - haftendoder
- C. wesmaeli (Vander Linden, 1829)